# Künzelsberg
Der Künzelsberg bei Beichlingen im Landkreis Sömmerda ist mit 380,1 m ü. NHN der höchste Berg der Schmücke im nordöstlichen Thüringen, Deutschland.

## Geographische Lage
Der Berg liegt im nordöstlichen Teil des Landkreises Sömmerda am Übergang zum Kyffhäuserkreis zwischen den Ortschaften Hauteroda im Norden, Burgwenden im Südosten und Beichlingen im Südwesten. Die Kreisstadt Sömmerda liegt ungefähr 13 Kilometer in südwestlicher Richtung.

## Besonderheiten
Der komplett bewaldete Berg ist die höchste Erhebung des Höhenzuges der Schmücke. Ausläufer des Berges sind im Osten die Monraburg (377,0 m), im Süden der Luderkopf (bis 340 m) und im Nordwesten der Hundertäcker (351,5 m). 
Über das Berggebiet führen einige Wanderwege, unter anderem der Rennweg auf dem Kamm der Schmücke, der Gipfel selbst ist aber kein Aussichtsberg.
Südöstlich des Künzelsberges, nur vom Tal des Hirschbaches getrennt, setzt sich der Kamm in dem bereits zur Finne gerechneten Finnberg fort.